# Jeanette Bolden
Pour les articles homonymes, voir Bolden.
Jeanette Bolden, née à Los Angeles le 26 janvier 1960, est une athlète des États-Unis d’Amérique retraitée de compétition qui s’adonna surtout à la course des 100 mètres.
Elle concourut sous les couleurs de son pays aux Jeux olympiques de 1984, à Los Angeles, en Californie, où elle obtint la médaille d’or pour sa prestation dans la course de relais 4 × 100 m, au même titre que celles qui se relayèrent le témoin durant la course : Evelyn Ashford qui remporta par ailleurs l’or aux 100 m, Alice Brown qui fut deuxième dans la même épreuve ainsi que Chandra Cheeseborough. Dans cette épreuve de sprint sur 100 mètres aux olympiques où deux des équipières de Jeanette Bolden furent médaillées, elle-même termina quatrième.
Aujourd’hui membre du personnel de l’Université de Californie à Los Angeles, Jeanette Bolden y dirige le programme d’athlétisme féminin.
Selon un article paru sur internet en mars 2007, elle a été nommée entraîneuse en chef de l’équipe nationale féminine d’athlétisme pour les jeux de Pékin en 2008.